# 四二房古井
四二房古井位于中国浙江省宁波市鄞州区五乡镇明伦村张氏四二房民居四房山前，开凿于明以前，由水槽及水井两部分构成，井面覆有红石板，中开井口，由一圈阳纹和另一圈阴纹环绕而成，形成凹坑用于排水，井壁为直筒圆形状，用乱石砌筑，水槽位于古井西南角，由一整石料雕琢而成，一头有小孔可出水，为井边洗涤用具，2010年9月公布为鄞州区文物保护单位:432。